# فیل پارکینسون
فیل پارکینسون (انگلیسی: Phil Parkinson؛ زادهٔ ۱ دسامبر ۱۹۶۷) بازیکن سابق و مربی فوتبال اهل بریتانیا است.
از باشگاه‌هایی که در آن بازی کرده‌است می‌توان به باشگاه فوتبال ساوت‌همپتون، باشگاه فوتبال ردینگ، و باشگاه فوتبال بری اشاره کرد.